# Rinnenofen

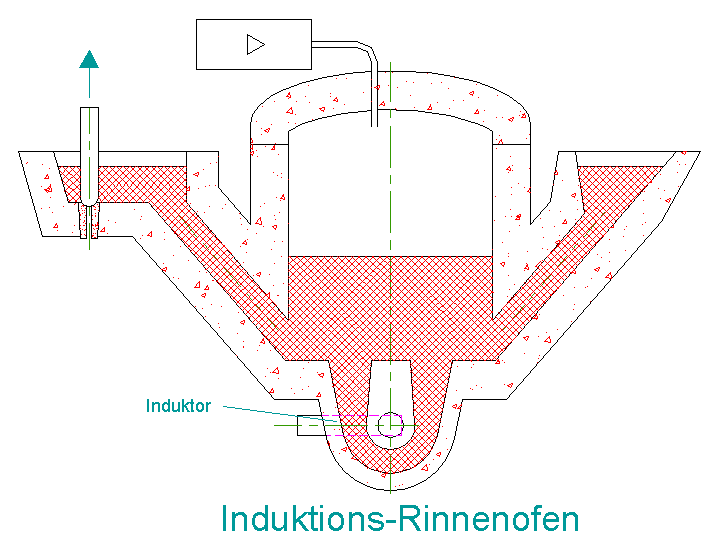
Rinnenofen

Ein Rinnenofen ist ein induktiv beheizter Ofen, der zum Speichern, Warmhalten und Schmelzen von Metallen sowie als beheizbare Gießeinrichtung dient.

## Bauform
Das Ofengefäß des Rinnenofens ist unbeheizt, im Gegensatz zum Tiegelofen. Die Beheizung erfolgt elektrisch über einen oder mehrere Induktoren, die im unteren Bereich des Ofenkessels angebracht sind. In einigen Anwendungsfällen wird auch ein kleiner Tiegelinduktor unter das unbeheizte Gefäß gesetzt.